# Michel Bourdin
Pour les articles homonymes, voir Michel II Bourdin et Bourdin.
Michel Bourdin est un sculpteur français né à Orléans dans l'ancienne province de l'Orléanais en 1585 et mort à Paris en 1645.

## Biographie
Père du sculpteur Michel II Bourdin (1609 - 1678), Michel Bourdin réalise plusieurs œuvres en collaborations avec son fils, comme le tombeau de Charles de Fresnoy (Beauvais, musée départemental de l'Oise), et le tombeau de Jacques Douglas (Paris, église Saint-Germain-des-Prés).
Il réalise plusieurs sculptures pour la cathédrale Sainte-Croix d'Orléans.
Installé à Paris vers 1609, il est notamment chargé par Louis XIII de réaliser un nouveau tombeau pour le roi Louis XI dans l'église de Notre-Dame de Cléry (1622). L'ancien tombeau, réalisé par Conrad de Cologne en 1482, avait été détruit en 1562 durant les guerres de religion. La sculpture originale en bronze est cette fois-ci réalisée en pierre.
En 1620, il réalise deux sculptures sur bois de Saint Gervais et Saint Protais pour l'église Saint-Gervais-Saint-Protais de Paris. Il est également l'auteur d'un buste d'Henri IV, sculpté vers 1610 (Paris, musée Carnavalet), et du priant de Nicolas d'Angennes, seigneur de Rambouillet (Rambouillet, hôtel de Ville).

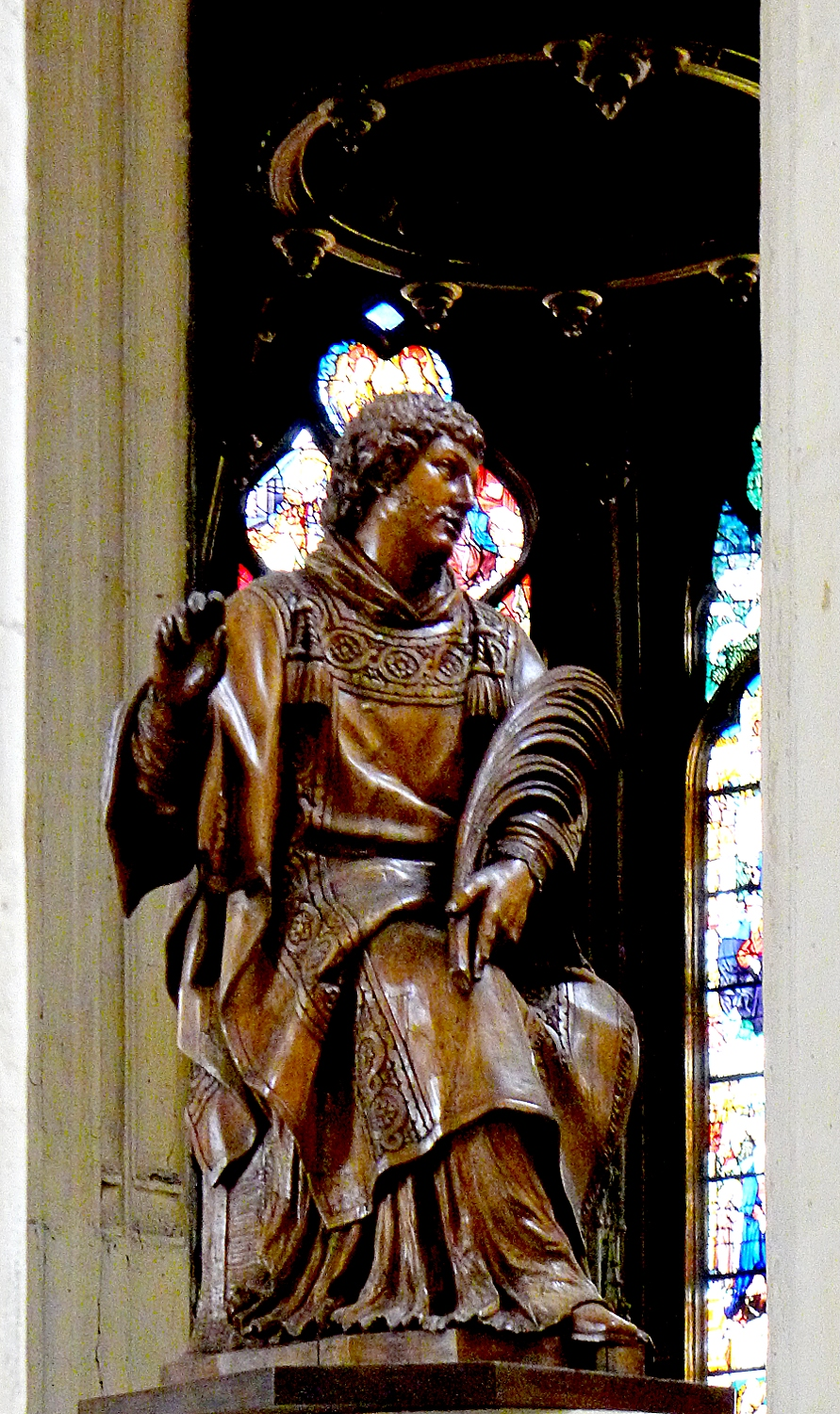
Saint Protais.
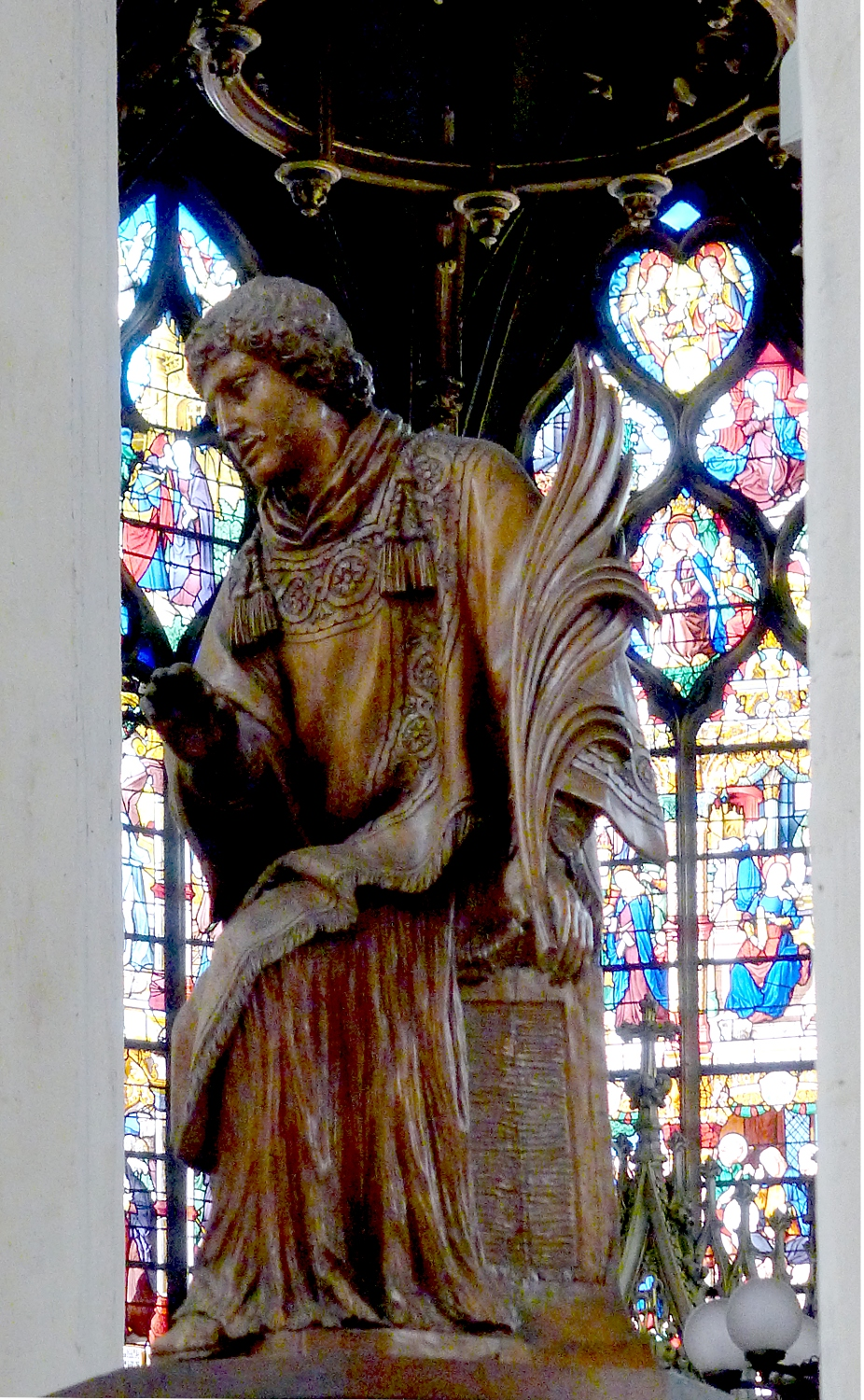
Saint Gervais.
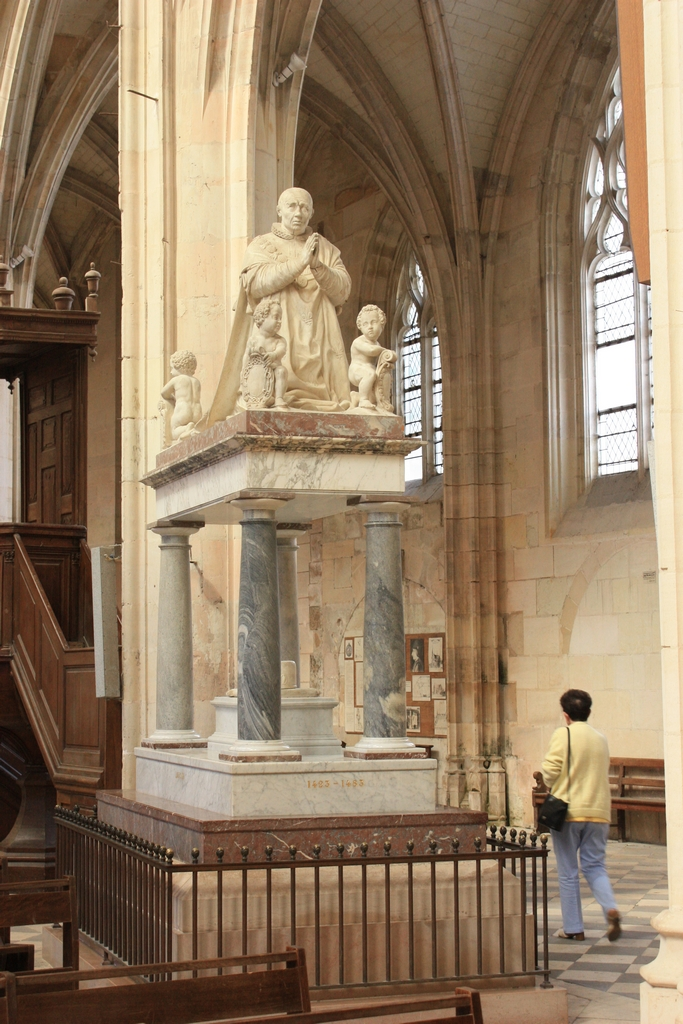
Tombeau de Louis XI, 1622, église Notre-Dame de Cléry.
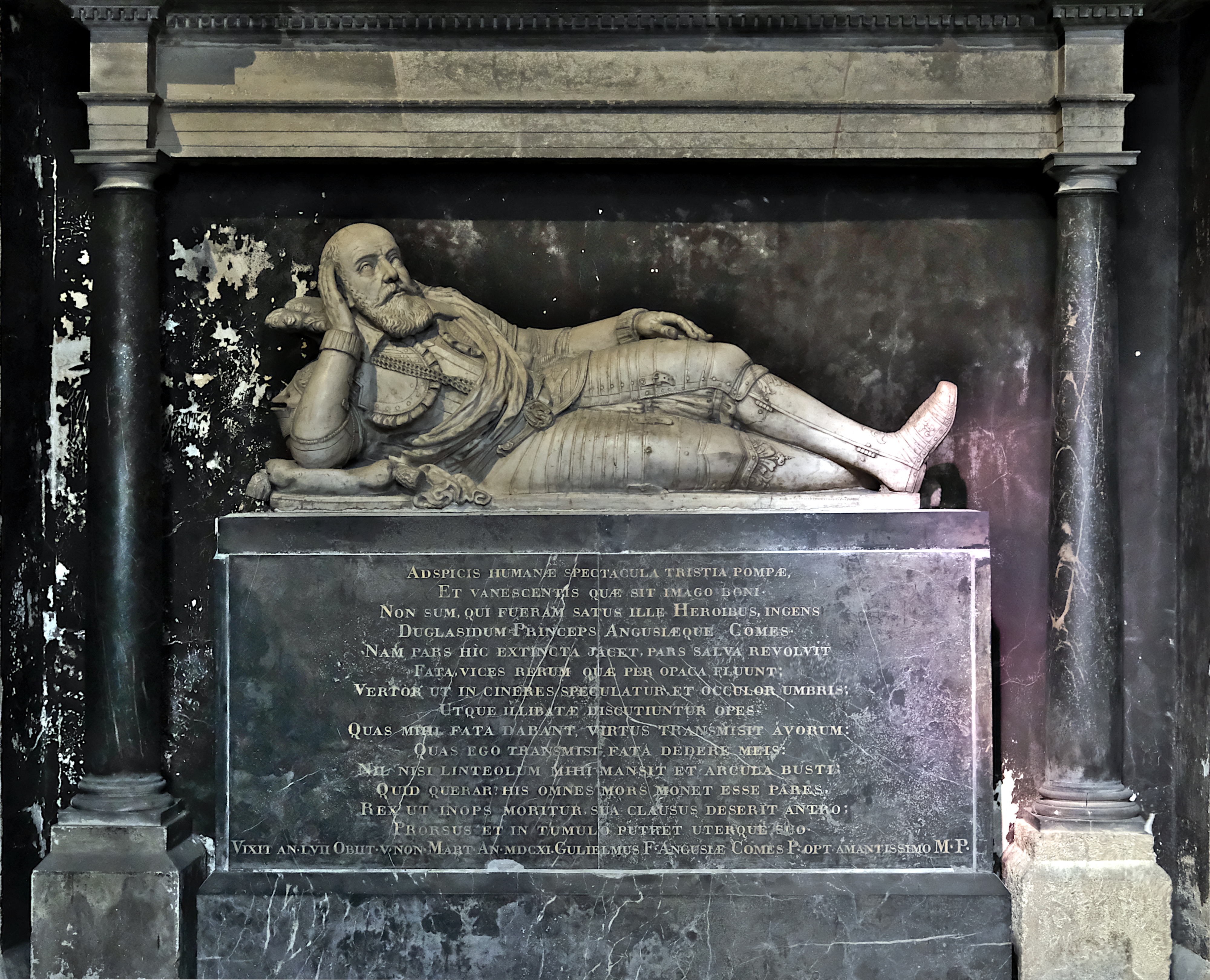
Monument funéraire de Guillaume Douglas, abbaye de Saint-Germain-des-Prés.